# 127mm kanón typu 88 a 89
127mm kanóny typů 88 a 89 japonského císařského námořnictva byly vyvinuty v druhé polovině třicátých let 20. století a dočkaly se nasazení i za druhé světové války. Oba typy měly ráži 127 milimetrů, hlaveň délky 40 ráží (5080 mm) a používaly jednotný náboj. Typ 88 (navržen roku 1928) byl určen pro ponorky, ale použit byl v manuálně ovládané jednohlavňové verzi pravděpodobně pouze na jedné ponorce. Typ 89 (navržen roku 1929 a podobný typu 88) byl lodní a pozemní protiletadlový kanón, který byl používán v jednohlavňovém i dvouhlavňovém uspořádání na lodích císařského námořnictva i v pozemních bateriích. Typ 89 se na lodích používal v elektromotorem poháněných lafetacích A1 a B1 (+ jejich modifikace) a k zaměřování sloužily optické systémy řízení palby typu 91, 94 a 4. Oficiální označení typu 89 bylo 40-kókei 89-šiki 12-senči 7 kókaku hó (四〇口径八九式十二糎七高角砲 ~ 40kaliberní 12,7cm protiletadlový kanón typu 89).

## Vývoj a nasazení
Typ 88 byl navržen roku 1928 a jako ponorkový palubní kanón měl být podle DiGiuliana použit na ponorkách I-5 (typ J1M) a I-6 (typ J2). Podle Hackett & Kingsepp a Carpenter & Polmar se ale typ 88 objevil pouze v jednom kuse na ponorce I-6, zatímco ponorka I-5 měla nést jeden a později dva 140mm kanóny typu 11. roku (éry Taišó: 十一年式 11-nenšiki – tj. roku 1922).
Typ 89 vznikl koncem dvacátých let spoluprací námořních arsenálů v Kure a Hirošimě, kde pak v letech 1932 až 1944 probíhala i výroba. Hlavním konstruktérem byl inženýr Čijokiči Hada.
Typ 89 se v hojné míře instaloval jako sekundární a protiletadlová výzbroj na většinu velkých japonských válečných lodí (od křižníků výše) ve třicátých a počátkem čtyřicátých let. Nesly ho také torpédoborce typu D (Macu) a modifikované D (Tačibana) produkované za druhé světové války. Na těžkých křižnících tříd Mjókó a Takao, které ve třicátých a počátkem čtyřicátých letech prošly přezbrojením, nahradil starší 120mm kanón typu 10. roku (éry Taišó: 十年式 10-nenšiki – tj. roku 1921).
Potřeba těchto kanónů ale byla větší, než dokázala pokrýt jejich produkce. Například lehké křižníky Kitakami a Ói měly být během přestavby na torpédové křižníky vyzbrojeny každý čtyřmi dvouhlavňovými lafetacemi, ale kvůli jejich nedostatku k tomu nedošlo. Těžké křižníky Takao a Atago se svých 127mm kanónů typu 89 dočkaly až v březnu a dubnu 1942, Maja až při přestavbě na protiletadlový křižník na přelomu let 1943 a 1944 a Čókaj si musel vystačit se staršími 120mm kanóny až do konce.
Celkem 362 děl bylo použito v pobřežních bateriích (z toho 96 v Jokosuce a 54 v Kure).

## Popis

### Hlaveň
Autofretovaná (dodatečně při výrobě zpevněná) hlaveň byla vyrobena z monobloku spolu se zadkem hlavně, do kterého zapadal horizontálně se pohybující závěr. Životnost hlavně byla 800 až 1500 výstřelů. Nábojová komora měla 9 dm3 a při výstřelu v ní vznikal tlak 2500 kg/cm2 (245 206,5 kPa). Vývrt hlavně měl délku 4450 mm a byl tvořen 36 drážkami 1,52 mm x 6,63 mm.
Dělo mohlo být nabíjeno při všech úhlech elevace.

### Munice
Oproti staršímu 127mm kanónu typu 3. roku (éry Taišó: 三年式 3-nenšiki – tj. roku 1914), který byl instalován na japonských torpédoborcích od třídy Fubuki až po třídu Júgumo, se 127mm kanóny typu 88 a 89 odlišovaly použitím jednotného náboje, což (spolu s možností nabíjení při všech úhlech elevace) urychlilo nabíjení a u typu 89 vedlo ke zvýšení kadence na osm až čtrnáct ran za minutu oproti pěti až deseti výstřelům za minutu u typu 3. roku.
Typ 89 používal celkem čtyři druhy munice:
- Trhavý granát typu 0, plněný 1,78 kilogramy výbušniny šimose, byl standardní municí pro kanóny typu 89. Předpokládalo se, že ke zničení cíle stačí, aby granát explodoval do 18,8 metrů od cíle. Granát byl vybaven hlavovým časovým zapalovačem typu 91 modifikace 1 z roku 1932, který inicioval explozi granátu (a následné rozmetání střepin do okolí) v nastavené vzdálenosti po výstřelu (ta se dala nastavit v rozmezí 0 až 55 sekund letu). Nastavení časovače granátu se provádělo před vložením náboje do nábojové komory mechanickým automatem na závěru děla, který nastavil odpovídající čas podle údajů z analogového dělostřeleckého počítače systému řízení palby.[8][3] Ostré granáty měly kaštanově hnědé tělo a bílou špičku.[9]
- San-šiki dan (三式弾 ~ granát typu 3) byl protiletadlový granát, který po výbuchu rozmetal do okolí 43 kusů zápalné submunice.[3][10] K jeho iniciaci sloužil opět zapalovač typu 91 modifiklace 1, respektive od roku 1944 jeho zjednodušená varianta typ 4 model 1.[11] Ostré granáty měly červené tělo a bílou špičku.[9]
- Protiponorkový granát s plochou špičkou z roku 1943, určený pro torpédoborce typu D a modifikované D.[3][12]
- Osvětlovací granát o svítivosti 680 000 kandel[3] vybavený padákem. Podle Lacroix & Wells bylo tělo červené a špička bílá,[9] zatímco podle reportu 0-19 byly osvětlovací granáty červené[13] a ve variantě bez padáku světlé (modrošedé).[14]

Cvičné granáty měly černé tělo. Jestliže byly vybaveny zapalovačem, byla špička bílá, zatímco cvičné granáty bez zapalovače měly špičku žlutou.

### Lafetace

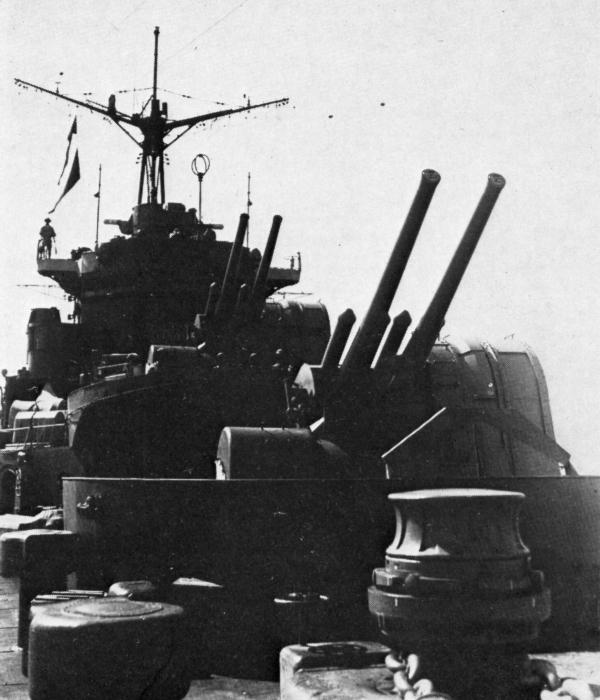
127mm kanóny typu 89 v lafetaci A1 na přídi nosiče hydroplánů Čitose v roce 1938. Systém řízení palby typu 94 je vidět na vrcholu můstku.

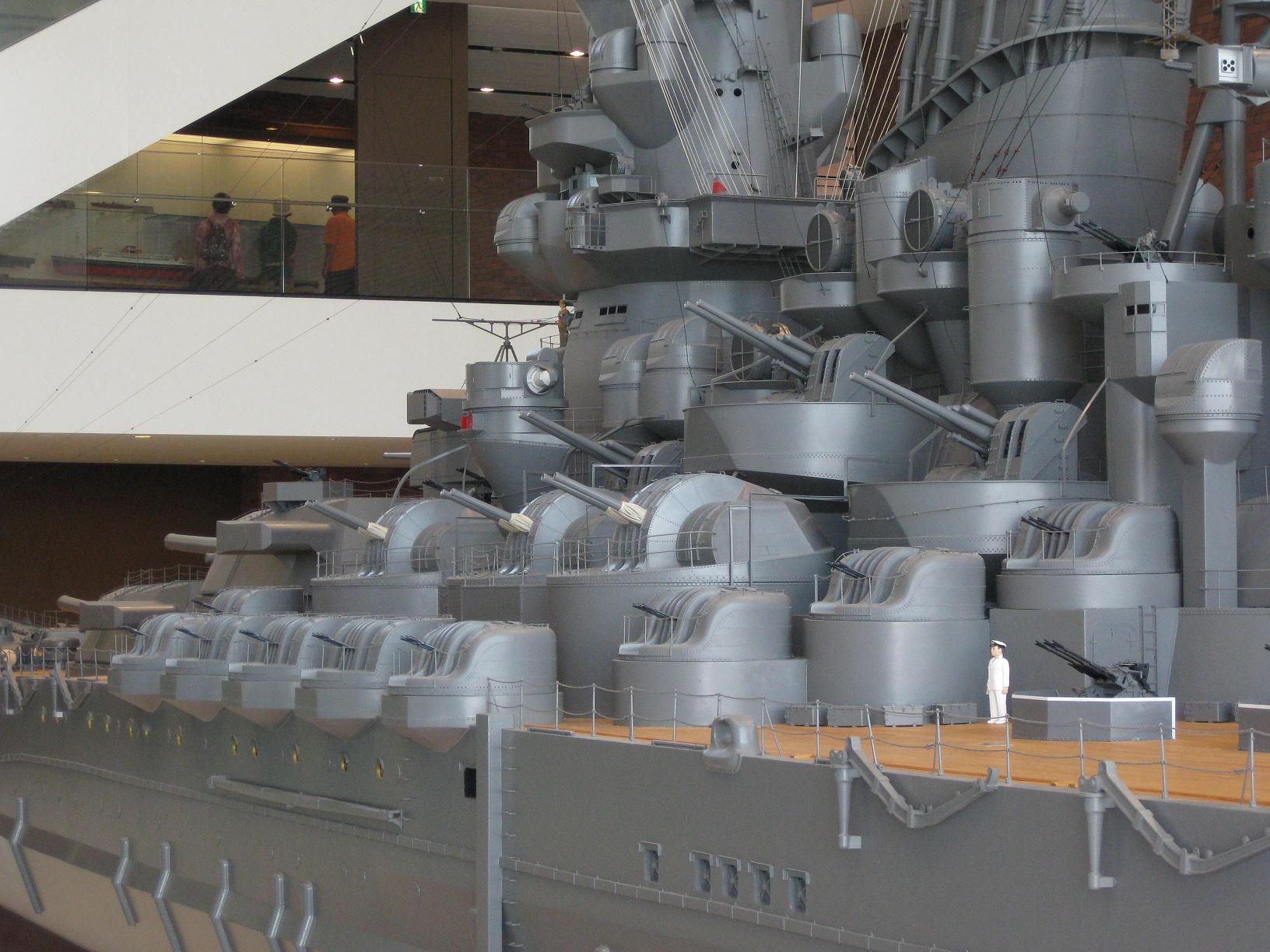
Model Jamato v měřítku 1/10 ukazuje protiletadlovou výzbroj na levoboku. Dolní řada jsou zakrytovaná 25mm trojčata, na nástavbě nad nimi jsou tři 127mm dvoukanóny typu 89 v zakrytované lafetaci A1 modifikace 3 a nad nimi další tři, tentokrát v nemodifikované odkryté lafetaci A1. K zaměřování levoboční baterie sloužily dva systémy řízení palby typu 94: jeden je umístěn za a nad zadní A1 a druhý se nachází vedle přední A1, za přední A1 mod. 3

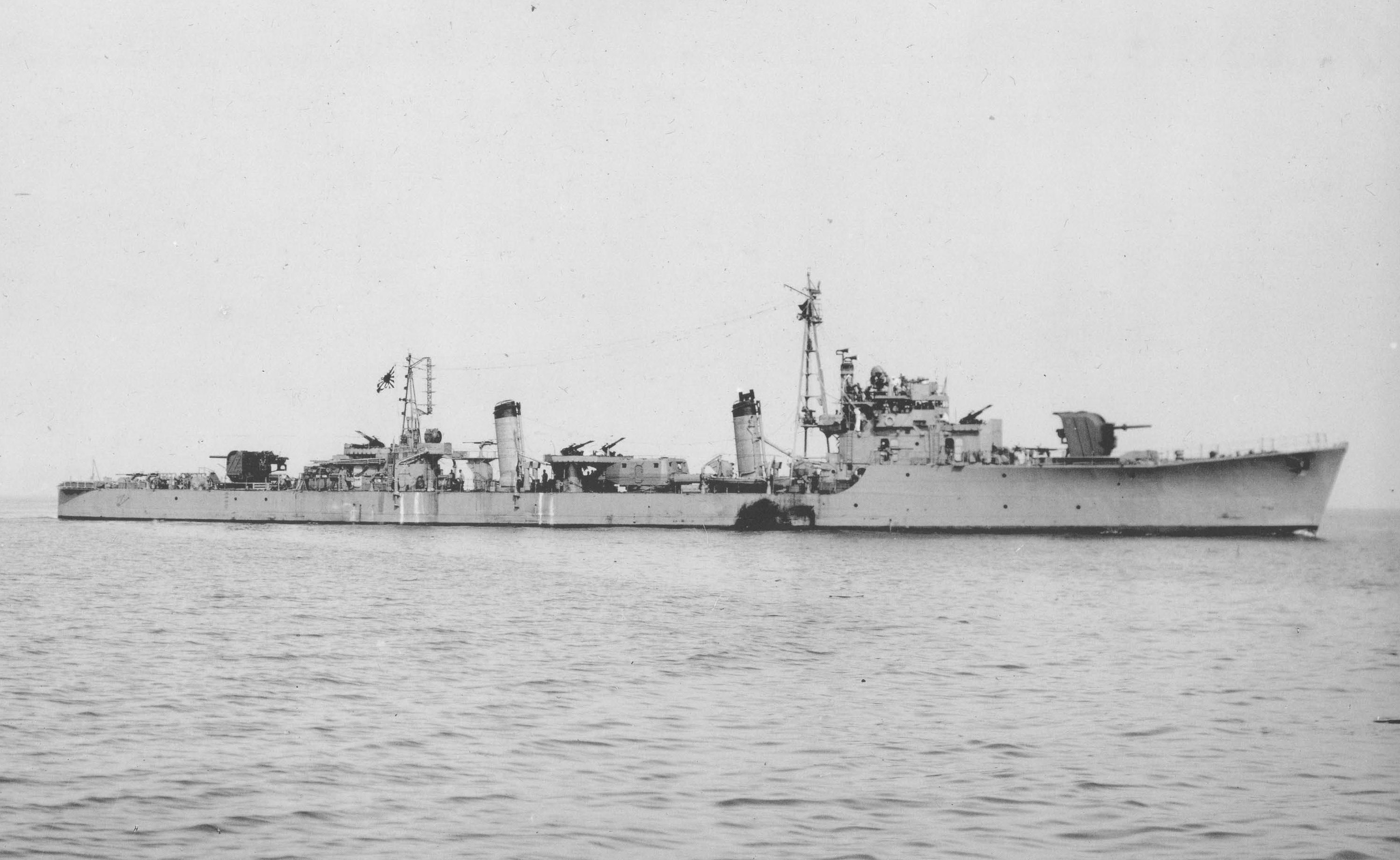
Torpédoborec Momi typu D (Macu) s jedním B1 modifikace 4 na přídi a jedním B1 na zádi

Typ 88 se používal pouze v jednohlavňovém uspořádání, bez štítu a odměr a náměr byly měněny manuálně. U typu 89 existovalo několik variant lafetace – všechny s elektricky poháněnou změnou náměru a odměru. Modely A1 (型 gata) byly starší, s pomalejší rychlostí změny náměru (12 °/s oproti 16 °/s) a odměru (6-7 °/s oproti 16 °/s) než novější B1. Všechny lafetace byly nestabilizované.
Typ 89 měl při použití na lodích tyto druhy lafetace:
- A1 – dvouhlavňová, bez ochranného štítu, pouze s krytým stanovištěm mířičů na levé straně.[1] Nejčastější lafetace na nosičích hydroplánů, letadlových a bitevních lodích. Použita při modernizaci na třech jednotkách třídy Takao (kromě Čókaj) – každá nesla čtyři A1.[3] Lehký křižník Isuzu po přestavbě na protiletadlový křižník nesl tři A1.[16] Těžký křižník Maja po přestavbě na protiletadlový křižník nesl šest A1.[17]
- A1 modifikace (改 kai) 1 – dvouhlavňová s dozadu otevřeným štítem.[1][18] Použita – vždy po čtyřech kusech – na křižnících tříd Mjókó, Mogami a Tone.
- A1 modifikace 2 – dvouhlavňová s plně uzavřeným štítem, jehož tvar připomíná modifikaci 3.[1] Na letadlových lodích v baterii na zádi na pravoboku (zbývající baterie byly „obyčejné“ A1) – pravděpodobně krytí děl a obsluhy před kouřem z komínů, které byly umístěny na pravoboku před nimi a vyvedeny do boků.[19]
- A1 modifikace 3 – dvouhlavňová se silnějším plně uzavřeným štítem.[1] Instalovaná po šesti kusech na bitevních lodích třídy Jamato.
- B1 – dvouhlavňová, pouze s malým štítem kryjícím mířiče.[20] Instalovaná na zádi torpédoborců typu D (Macu) a modifikované D (Tačibana)
- B1 modifikace 4 – jednohlavňová s dozadu otevřeným štítem.[20] Instalovaná na přídi torpédoborců typu D (Macu) a modifikované D (Tačibana)

### Systém řízení palby
K zaměřování děl typu 89 na lodích císařského námořnictva sloužily většinou prostředky centrálního řízení protiletadlové palby (高射装置 kóša sóči) typu 91 nebo 94, které se skládaly z dálkoměru, zaměřovačů a analogového dělostřeleckého počítače (射撃盤 šagekiban). Typ 91 se skládal z dvojice manuálně otáčených věží na nástavbách: jedna s dálkoměrem a druhá se zaměřovačem a počítačem. Byl zaveden 11. června 1931, ale byl pomalý a za druhé světové války již beznadějně zastaralý, neboť již nestačil ke sledování rychle se pohybujících a manévrujících cílů. Přesto ho například během bitvy u Midway stále ještě používala letadlová loď Kaga a rovněž většina japonských těžkých křižníků. Novější typ 94 byl zaveden 9. října 1934 a měl 4,5metrový stereoskopický dálkoměr typu 94 a zaměřovače soustředěné do jedné elektro-hydraulicky ovládané věže (94式高射機 94-šiki kóšaki), která vážila 3,5 tuny. Balistický počítač se nacházel ve vyhodnocovací místnosti v podpalubí. Systém řízení protiletadlové palby typu 94 byl schopný sledovat cíl manévrující v prostoru. Podle Parshall & Tully byl srovnatelný se základním modelem amerického Mk. 37 (to jest bez integrovaného radaru) a lepší, než cokoliv, co měli v roce 1942 Britové. Podle Parshall & Tully byl také pravděpodobně nejlepším řídícím systémem na všech válečných lodích Osy. Přesto ale potřeboval i s dobře vycvičenou obsluhou nejméně 10 sekund (většinou spíše dvojnásobek) na zachycení cíle a provedení výpočtu. Toto okno se například během bitvy u Midway ukázalo být smrtícím, když byly japonské letadlové lodě překvapeny americkými střemhlavými bombardéry.
Výjimku tvořilo zaměřování 127mm děl v některých pozemních instalacích a na torpédoborcích typu D (Macu) a modifikované D (Tačibana), kde k jejich zaměřování sloužil zaměřovač typu 4 model 3. Ten vznikl v roce 1944 zjednodušením zaměřovače typu 95, který byl určen pro 25mm kanóny typu 96.

## Hodnocení
127mm kanón typu 89 byl celkem dobrou protiletadlovou zbraní, ale jeho nevýhodou byla nízká úsťová rychlost a tím pádem i malý dostřel a dosah. Stejně jako všechny ostatní japonské protiletadlové zbraně své doby trpěl i druhou nevýhodou, totiž že Japonci až do konce války v Pacifiku nedokázali nasadit radarem zaměřovaný systém řízení palby, takže zaměřování protiletadlových děl se provádělo jenom pomocí optického zaměřovače. Třetí nevýhodou byla absence přibližovacích zapalovačů, které naopak dokázali vyvinout a nasadit Spojenci – proti letadlům využíval typ 89 výhradně časové zapalovače typu 91 nebo typu 4.

## Nástupci
Nové velké lodě postavené v pozdější fázi války již místo kanónů typu 89 nesly nové 100milimetrové kanóny typu 98. K přezbrojení starších jednotek na nové 100mm kanóny ale nedošlo, a ty si tak uchovaly starší zbraně až do konce války nebo do svého potopení. Možným nástupcem na lodích i na zemi mohl být 127mm kanón typu 1 a 5, který se ale již nasazení nedočkal.